# 1907-es Tour de France
Az 1907-es Tour de France a francia kerékpárverseny ötödik kiírása. 1907. július 8-án kezdődött, Párizs-ból indult a mezőny és augusztus 4-én ér véget,  Párizsban. Első alkalommal érintette az útvonal a Nyugati-Alpokat, Emile Georget az első nyolc futamból ötöt megnyert. A kilencedik szakaszon eltört a kerékpárja és egy csapattársától kapottal folytatta a versenyt, ezt az akkori szabályok tiltották. Ezután vette át a vezetést és győzött Lucien Petit-Breton. 25 000 frankra nőtt a  díjazás összege, az verseny győztese 4000 frankot kapott a szakasz győzelmekért járó pénzekkel összesen 7000 frankot kereset Petit-Breton.

## Szakaszok
| Szakasz | Időpont      | Végpontok          | Hossz (km) | Szakaszgyőztes                  | Összetett első      |
| ------- | ------------ | ------------------ | ---------- | ------------------------------- | ------------------- |
| 1       | július 8.    | Párizs – Roubaix   | 272        | Louis Trousselier               | Louis Trousselier   |
| 2       | július 10.   | Roubaix – Metz     | 398        | Émile Georget Louis Trousselier | Louis Trousselier   |
| 3       | július 12.   | Metz – Belfort     | 259        | Émile Georget                   | Émile Georget       |
| 4       | július 14.   | Belfort – Lyon     | 309        | Marcel Cadolle                  | Émile Georget       |
| 5       | július 16.   | Lyon – Grenoble    | 311        | Émile Georget                   | Émile Georget       |
| 6       | július 18.   | Grenoble – Nizza   | 345        | Georges Passerieu               | Émile Georget       |
| 7       | július 20.   | Nizza – Nîmes      | 345        | Émile Georget                   | Émile Georget       |
| 8       | július 22.   | Nîmes – Toulouse   | 303        | Émile Georget                   | Émile Georget       |
| 9       | július 24.   | Toulouse – Bayonne | 299        | Lucien Petit-Breton             | Émile Georget       |
| 10      | július 26.   | Bayonne – Bordeaux | 269        | Gustave Garrigou                | Lucien Petit-Breton |
| 11      | július 28.   | Bordeaux – Nantes  | 391        | Lucien Petit-Breton             | Lucien Petit-Breton |
| 12      | július 30.   | Nantes – Brest     | 321        | Gustave Garrigou                | Lucien Petit-Breton |
| 13      | augusztus 1. | Brest – Caen       | 415        | Émile Georget                   | Lucien Petit-Breton |
| 14      | augusztus 4. | Caen – Párizs      | 251        | Georges Passerieu               | Lucien Petit-Breton |

| 1                       | Lucien Petit-Breton (FRA) | –              | 47  |
| 2                       | Gustave Garrigou (FRA)    | Peugeot-Wolber | 66  |
| 3                       | Émile Georget (FRA)       | Peugeot-Wolber | 74  |
| 4                       | Georges Passerieu (FRA)   | Peugeot-Wolber | 85  |
| 5                       | François Beaugendre (FRA) | Peugeot-Wolber | 123 |
| 6                       | Eberardo Pavesi (ITA)     | Otav           | 150 |
| 7                       | François Faber (LUX)      | Labor-Dunlop   | 156 |
| 8                       | Augustin Ringeval (FRA)   | Labor-Dunlop   | 184 |
| 9                       | Aloïs Catteau (BEL)       | –              | 196 |
| 10                      | Ferdinand Payan (FRA)     | –              | 227 |
| 93 induló, 33 célba érő |                           |                |     |

| Szakasz | Hegy            | Magasság | Versenyző                   | Ország            |
| ------- | --------------- | -------- | --------------------------- | ----------------- |
| 3       | Ballon d'Alsace | 1178     | Emile Georget               | Francia           |
| 4       | Cerdon          | 395      | Gustave Garrigou            | Francia           |
| 5       | Les Echelles    | 1246     | Emile George Francois Faber | Francia Luxemburg |
| 5       | Ĉol de Porte    | 1326     | Emile George                | Francia           |
| 6       | Ĉote de Laffrey | 900      | Emile Georget               | Francia           |
| 6       | Bayard          | 1246     | Emile Georget               | Francia           |
| 6       | Esterel         | 314      | Emile Georget               | Francia           |